# Joseph d'Albert
Joseph d'Albert  (Illa (Rosselló), 23 de gener del 1722 - Illa, 9 de desembre del 1790) va ser un advocat nord-català, i grand commis -alt funcionari- de l'Antic Règim francès.

## Biografia

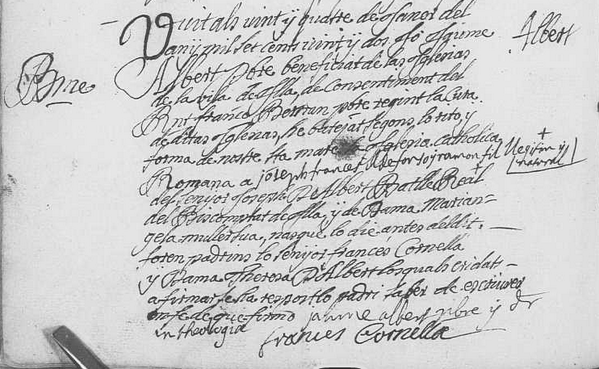
Inscripció de naixement (en català) de Joseph d'Albert (1722)

Era fill de Joseph d'Albert i Viader, que va ser batlle reial del vescomtat d'Illa i comandant de les segones milícies del Rosselló, i de la seva esposa Mariàngela. Estudià dret, possiblement a Perpinyà, i el 1745 es presentà per a ocupar la vacant d'una càtedra de dret civil de la universitat rossellonesa. Ell i els altres cinc candidats (Josep Cellés, Josep Tastu, Francesc de Fossà, Francesc Rovira  i Francesc Raynal -fill-) feren una disputa pública (part de l'exercici d'oposició) on d'Albert excel·lí com a més brillant; i la votació final li atorgà la plaça per deu vots d'un total de catorze. L'any 1752 va ser acusat de ser un dels autors (amb Antoni de Gispert, Domènec de Noguer-Pagès  i un altre autor de cognom Corneilla) d'una comèdia contra el mariscal de Mailly i la seva amant, la marquesa de Blanes  possiblement en el marc de les disputes per la vingtième, un aleshores nou impost reial sobre les rendes agrícoles; de resultes de l'acusació, el mariscal, que era governador del Rosselló, el feu empresonar al castell de Salses. Se suposa que un cop alliberat, i succeint el seu pare (mort el 1754), per un temps va ser batlle d'Illa. Posteriorment, el 10 de juliol del 1759, va ser nomenat president de la Cambra del Domini i conseller honorari del Consell Sobirà del Rosselló. L'any 1762 votà, al Consell, en favor de l'expulsió dels jesuïtes del Rosselló.
El 1763 va ser cridat a París i esdevingué conseller a la segona cambra de les "Requêtes" del Parlament de París (del 25 d'abril del 1764 al 1776). Fou nomenat intendent de comerç -va ser qualificat "d'especialista en la qüestió del gra"- el 9 de juliol del 1769; cessat el 21 de maig del 1771, fou nomenat altra volta per al càrrec, aquest cop pel nou rei Lluís XVI, l'11 de setembre del 1774. Anecdòticament, a partir del 1771 tingué de secretari privat Bernard François Balssa, futur pare del gran escriptor Honoré de Balzac. Sota la protecció de l'influent ministre Turgot, el dotze de maig del 1775 va ser promogut a tinent general de la policia de París  i director de la Librairie, càrrecs que tingué fins al juny de 1776. Com a cap de la Librairie, fou responsable tant de la supervisió del comerç de llibres com, molt especialment, de la censura reial sobre els impresos.
El 17 d'agost del 1775 adquirí el càrrec de "maître des requêtes" (amb altes responsabilitats sobre la Justícia i l'Administració públiques). Va ser cridat al Consell de la Cancelleria i de la Llibreria (22 d'agost del 1785) i a l'Oficina del Gra (17 de juny del 1787). Havia renunciat al càrrec de "maître des requêtes" abans de ser designat el 24 d'agost del 1788 conseller d'estat, al Conseil des Dépêches (un dels comitès del Consell reial, que s'ocupava d'afers interiors del reialme). Hom li atribueix una gran influència sobre el ministre Lamoignon de Malesherbes, antic director de la Librairie també, i amb qui redactà una memòria sobre les lettres de cachet, que ambdós criticaven. Després de febrer del 1789 tornà al Rosselló i hi morí poc després.
A més de l'estudi que amb Malherbe feu sobre les letres de cachet, d'Albert fou també autor d'altres escrits de tema legal i històric. Se'n pot destacar les Lettres d'un avocat, publicades anònimament , que foren contestades en un altre llibret per Henri Hulot, l'al·ludit en l'escrit.
En el pla personal, es casà dues vegades, la primera amb la illenca Françoise Bosch i Semaler el 1749, amb qui tingué una filla just abans d'enviudar; i amb la parisenca Julie Denise Pillet el 1771, amb qui tingué un fill, que morí de petit, i tres filles. El nom d'Albert apareix a la façana de l'església parroquial de Sant Esteve d'Illa, en una inscripció datada el 1745 que, com en casos similars, commemoraria bé el doctorat en dret, bé l'elecció com a professor universitari .

## Obres
- Lettres d'un avocat au parlement de***, a messierus les auteurs du Journal des Sçavants, sur un projet de traduction du corps entier du droit civil.  París: Knapen, 1765, p. 111. («text».)
- Abrégé chronologique de l'histoire romaine. A: Viton de Saint-Allais, Nicolas. L'art de vérifier les dates des faits historiques, des inscriptions, des chroniques, et autres anciens monuments, avant l'ère chrétienne. Tome quatrième.  París: Moreau, imprimeur, 1819, p. 198-502.
- Estudi Lois d'Europe, perdut